# All for a Girl
All for a Girl er en amerikansk stumfilm fra 1915 af Roy Applegate.

## Medvirkende
- Renee Kelly som Antoinette Hoadley
- Edward G. Longman som Harold Jepson
- Frank DeVernon som Mr. Dinwiddie
- Sue Balfour som Mrs. Van Espen
- Edward Roseman som Briggs